# Jhomar Loaiza
Jhomar Hendrith Loaiza Huerta (Santa Ana de Coro, 1 december 1977) is een Venezolaans beeldend kunstenaar die woont en werkt in Curaçao.

## Leven en werk
Loaiza was de oudste zoon van Mario R. Loaiza en Agloe Huerta. In zijn jeugd woonde hij bij zijn grootmoeder van vaderskant. In het atelier van zijn vader leerde hij het vak van meubelmaker. In 1998 studeerde hij af aan de Escuela de artes plásticas Tito Salas in Coro. In 2010 deed hij onderzoek naar lithografie en zeefdruk in Oaxaca, Mexico. In 2015 behaalde hij in zijn geboortestad La Vela een diploma erfgoedgeschiedenis.
Toen de sociale en politieke situatie in Venezuela in 2018 verslechterde, verhuisde hij naar Curaçao. Nadat hij een drieluik had geschilderd tijdens een Kaya Kaya festival, kreeg hij steeds meer opdrachten voor muurschilderingen. Hij is vooral bekend door zijn muurschilderingen in Punda, Otrobanda, Barber en het portret van Enith Brigitha bij het Sentro Deportivo Kòrsou (SDK).
Loaiza wordt geïnspireerd door de Afrikaanse wortels van de Caribische cultuur. Zijn werk is een fusie tussen kubisme en expressionisme en heeft een relatie met de poëzie van Juan Calzadilla. Hij maakt deel uit van de Purple Ink-groep en publiceerde gedichten in diverse tijdschriften.
In december 2020 sierde een van zijn schilderijen de cover van het magazine Fresku Daily. In het bijbehorende interview zegt hij dat hij met zijn kunst verandering wil bewerkstelligen en bewustzijn creëren.

## Exposities en evenementen
In Venezuela had Loaiza individuele exposities in Falcón, Yaracuy, Barinas, Monagas en Bolívar. Hij nam deel aan de volgende internationale evenementen:
- 2014 XI Art al vent, Gata de Gorgos, Alicante, Spanje
- 2013 X Art al vent, Gata de Gorgos, Alicante, Spanje
- 2013 World Longest Painting, Curaçao
  - IX Art al vent, Galerie Ipomal, Landgraaf, Nederland
- 2012 IX Art al vent, Gata de Gorgos,  Alicante, Spanje
  - VI Internationale Bodypainting Meeting, Fonambules, Unam, Mexico
- 2010 V Internationale Bodypainting Meeting, Fonambules, Unam, Mexico
  - II Body Art Festival, Plaza Antillana, La Vela, Falcón, Venezuela
  - I Muurschilderingfestival, La Vela, Falcón, Venezuela
- 2008 IV Body Art Meeting, Los Taques, Falcón, Venezuela
  - IV Internationale Body Art Meeting, Teatro Teresa Carreño, Caracas, Venezuela
  - II Internationaal AIR Festival, Paseo Francisco de Miranda, Paraguaná, Falcón, Venezuela
- 2007 I Internationaal AIR Festival, La Vela, Falcón, Venezuela
- 2006 Dag van de muurschilderingen, Unefm, Espacios Los Perozos, Falcón, Venezuela

## Selectie van werken

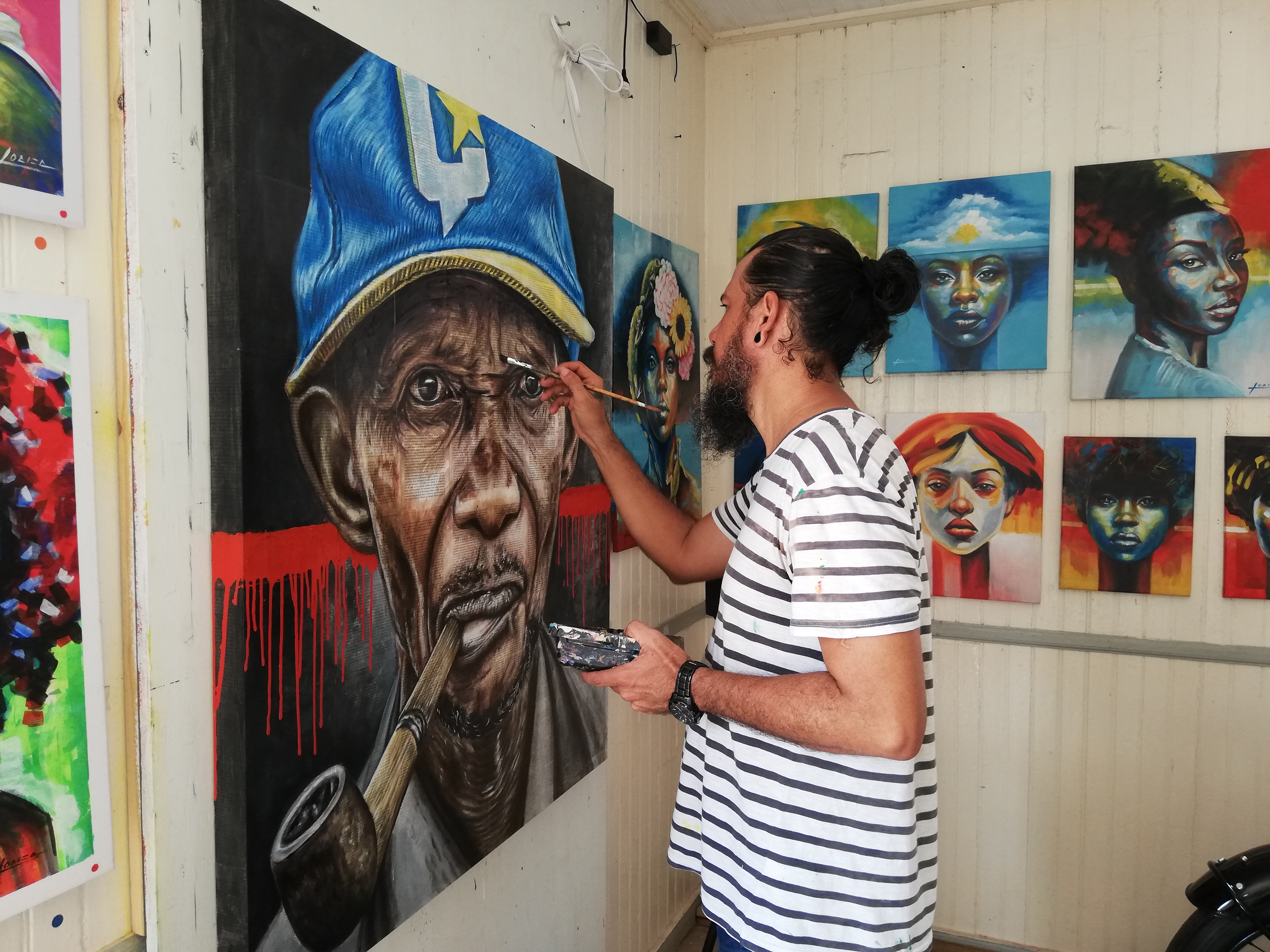
Jhomar Loaiza in zijn atelier (2024)
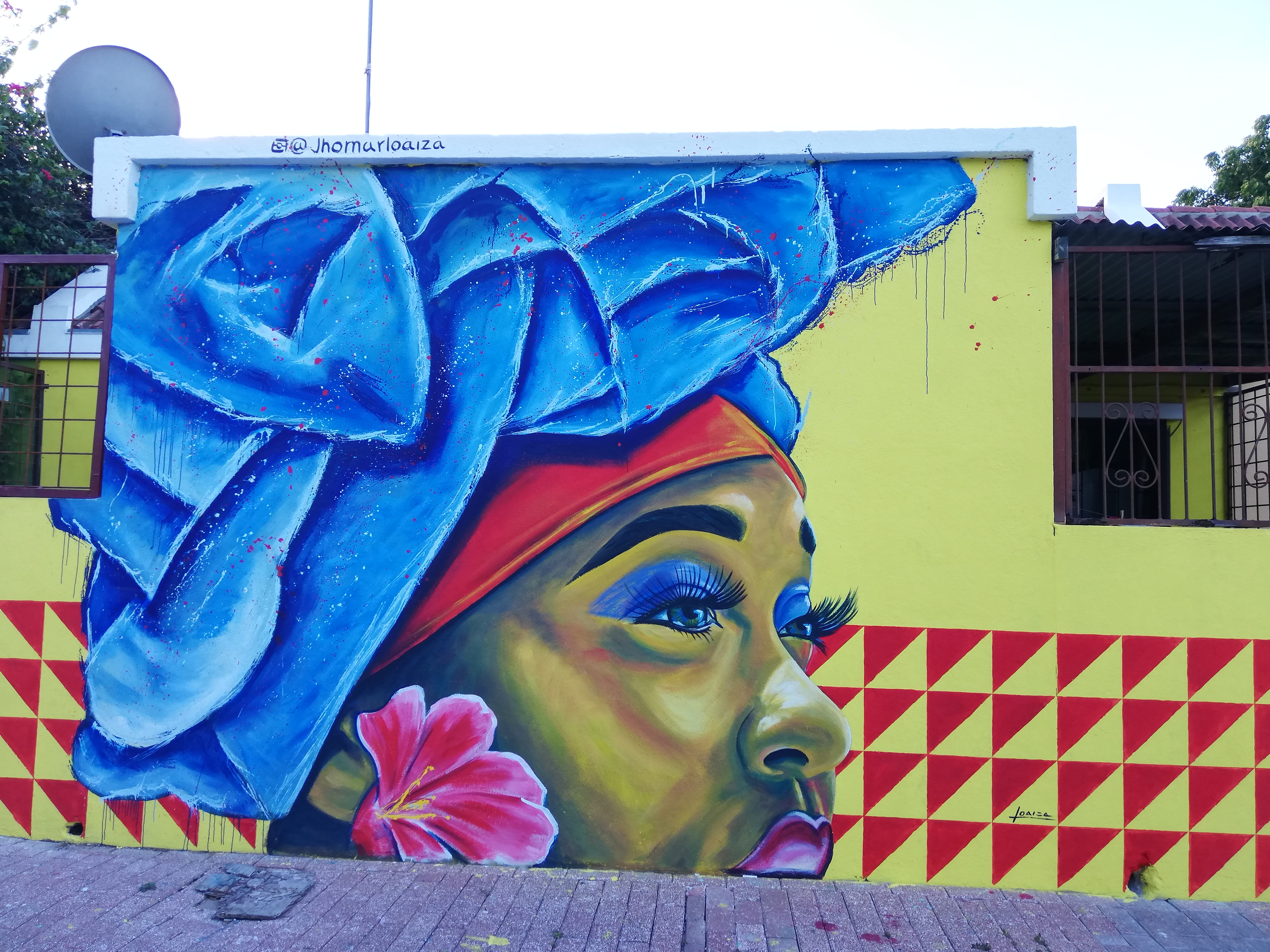
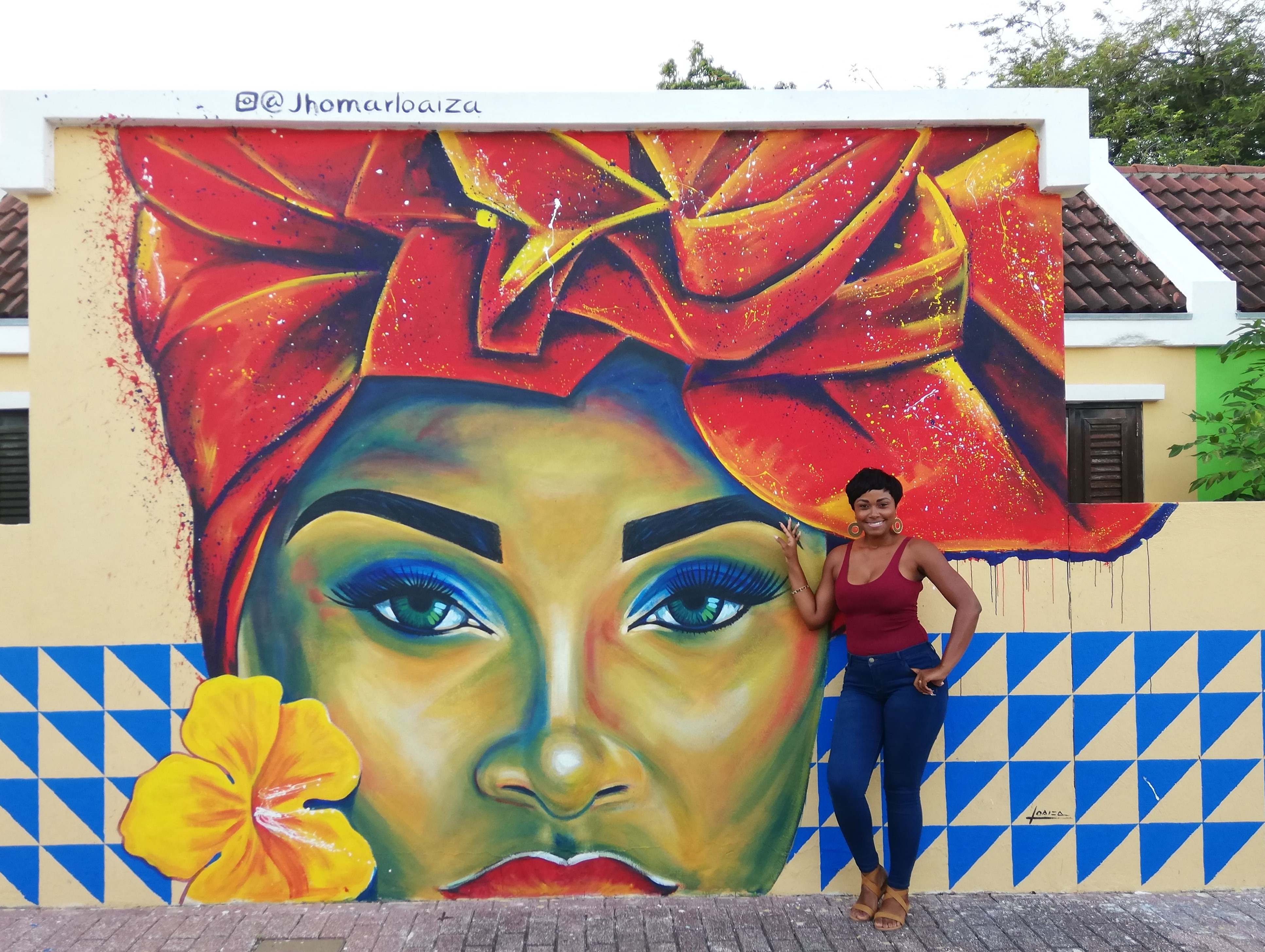
Drieluik Kaya Kaya festival
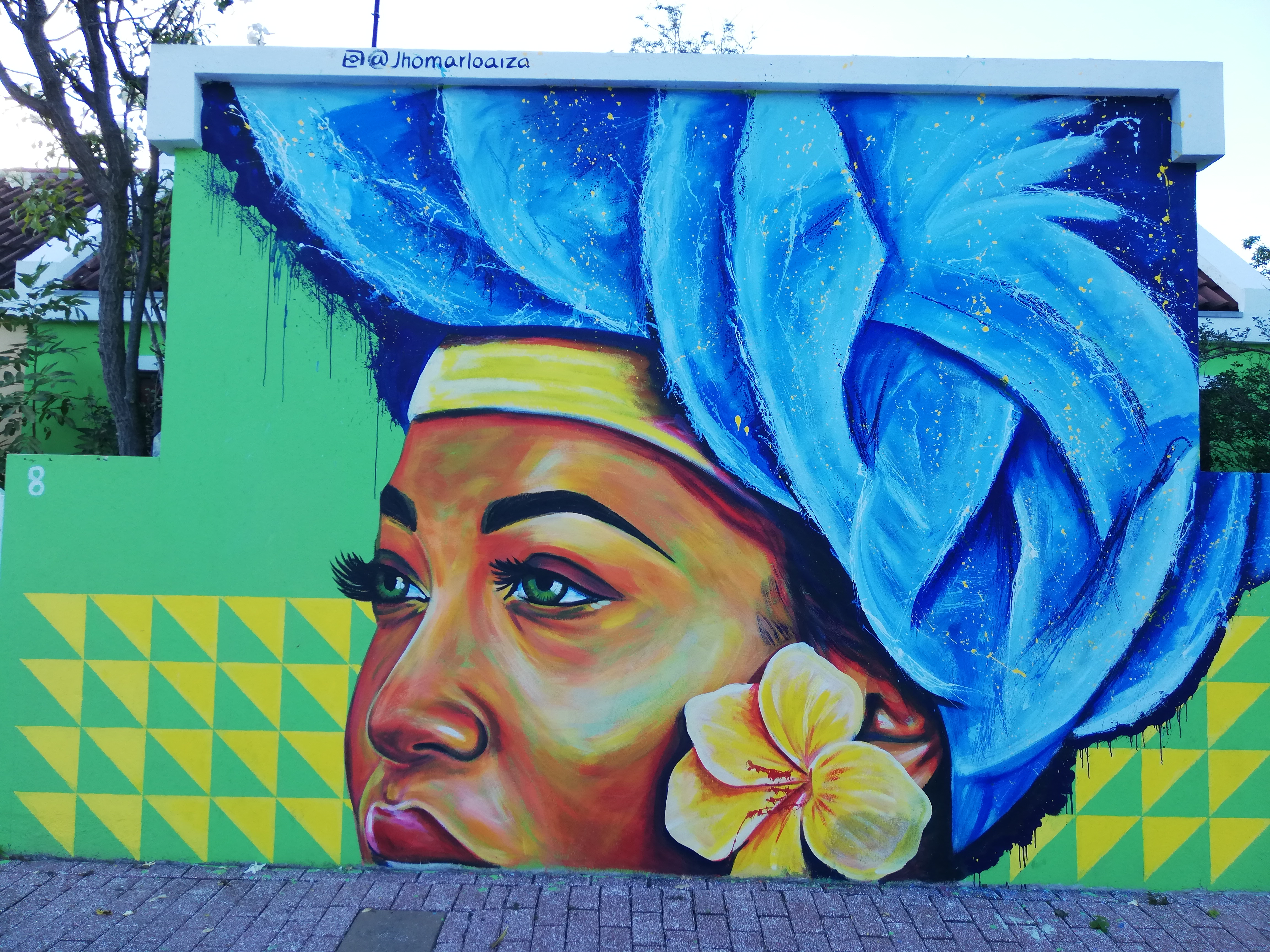
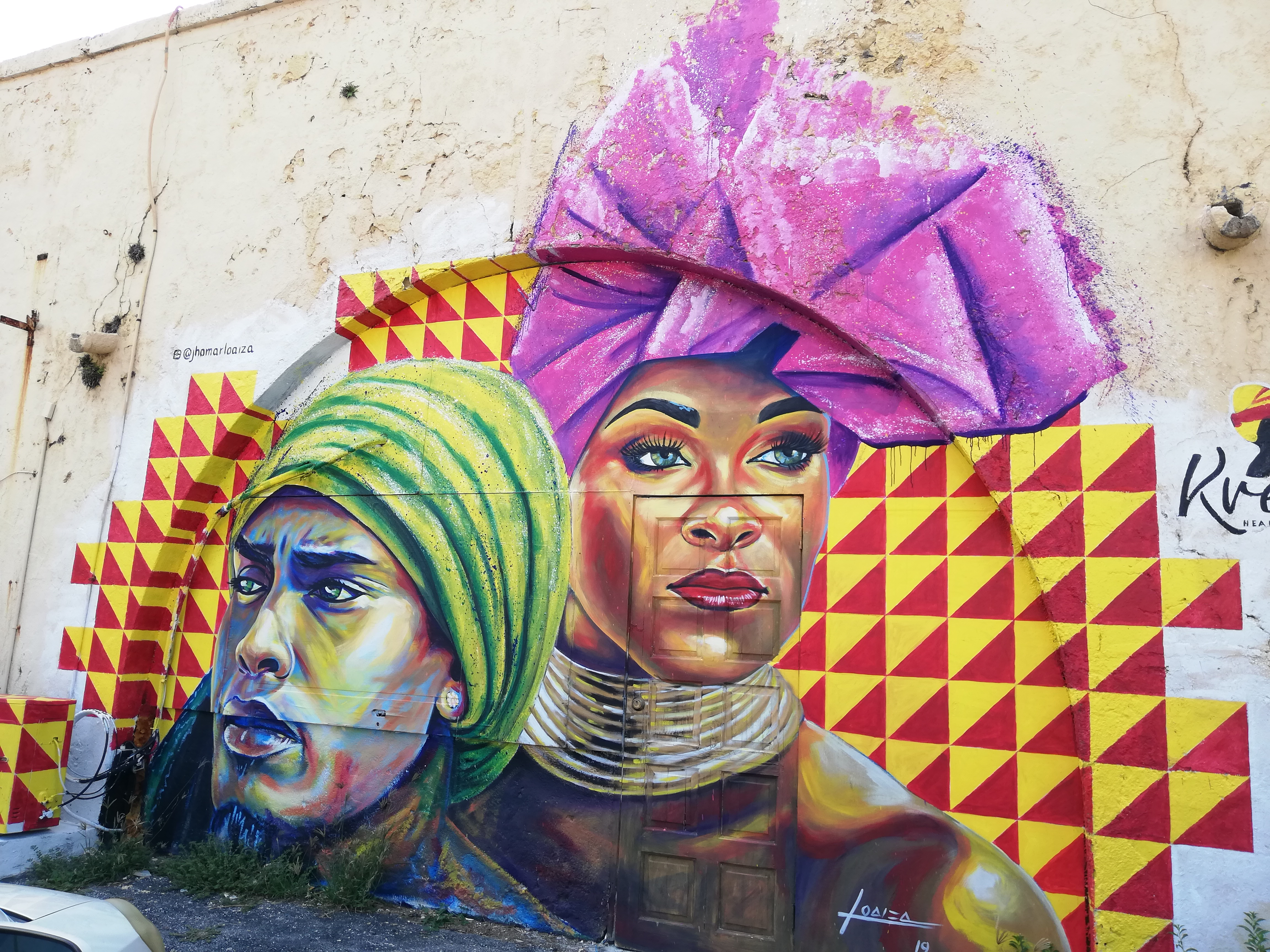
Strong man, stronger woman
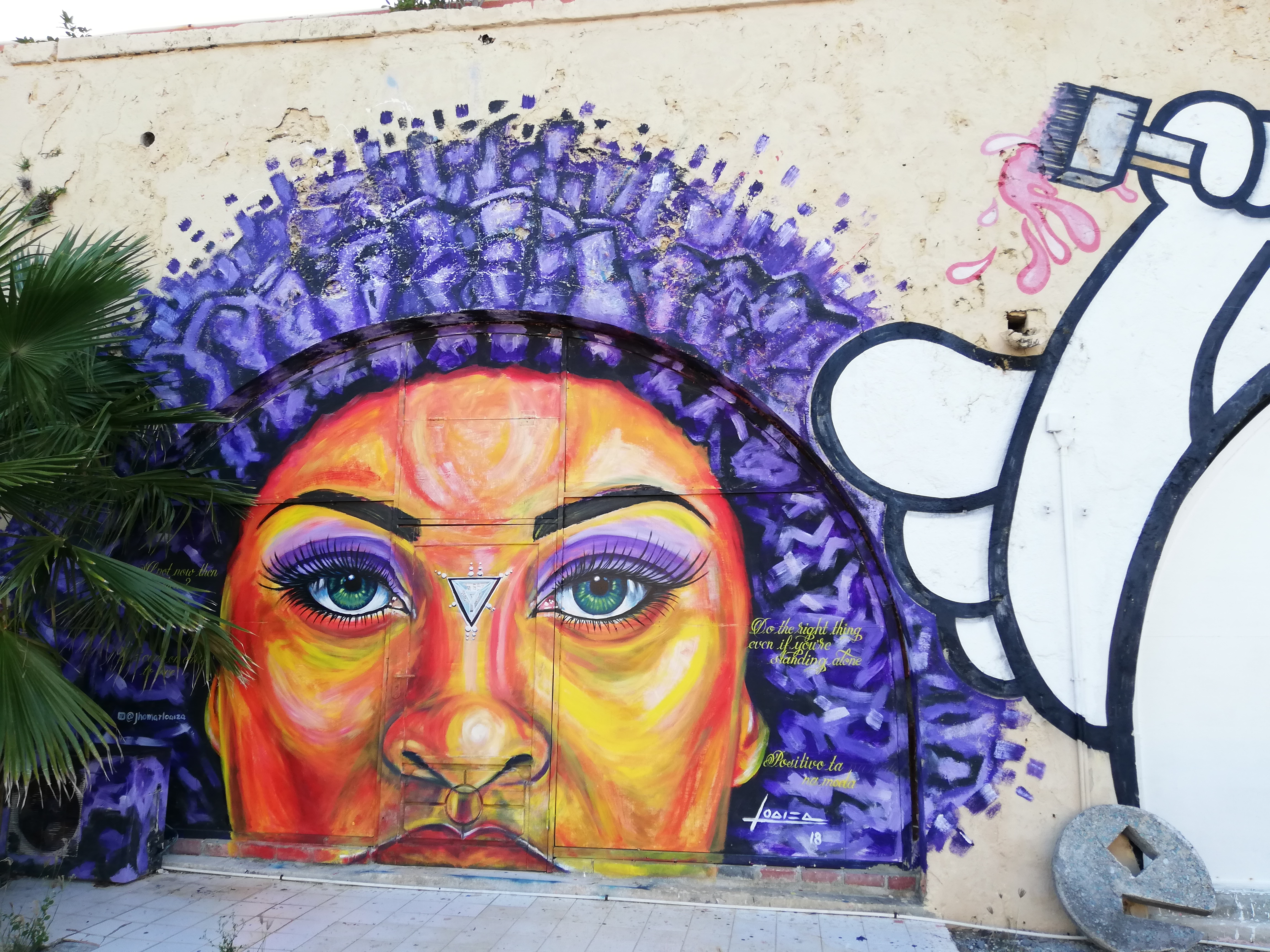
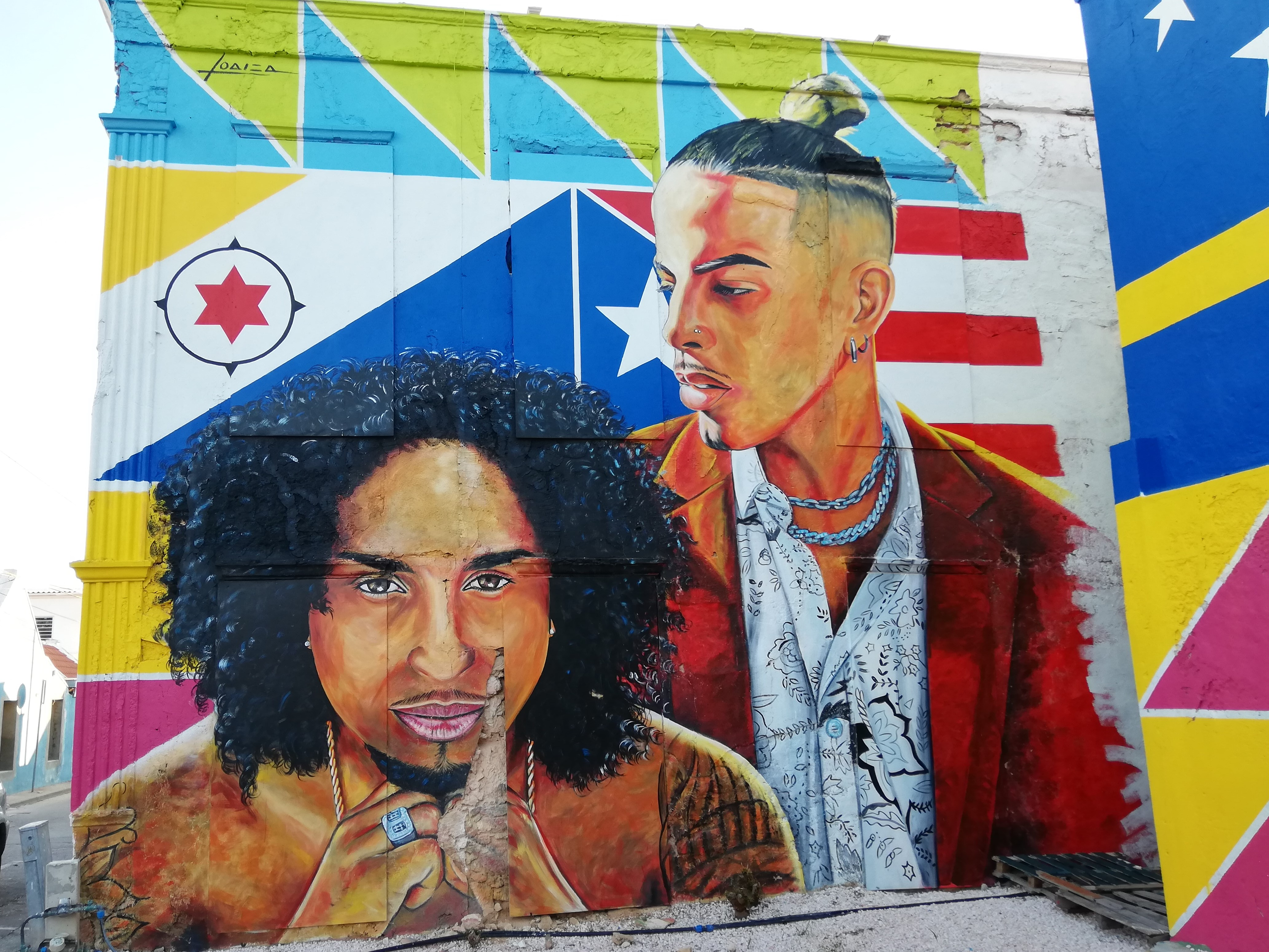
Ir Sais en Rauw Alejandro
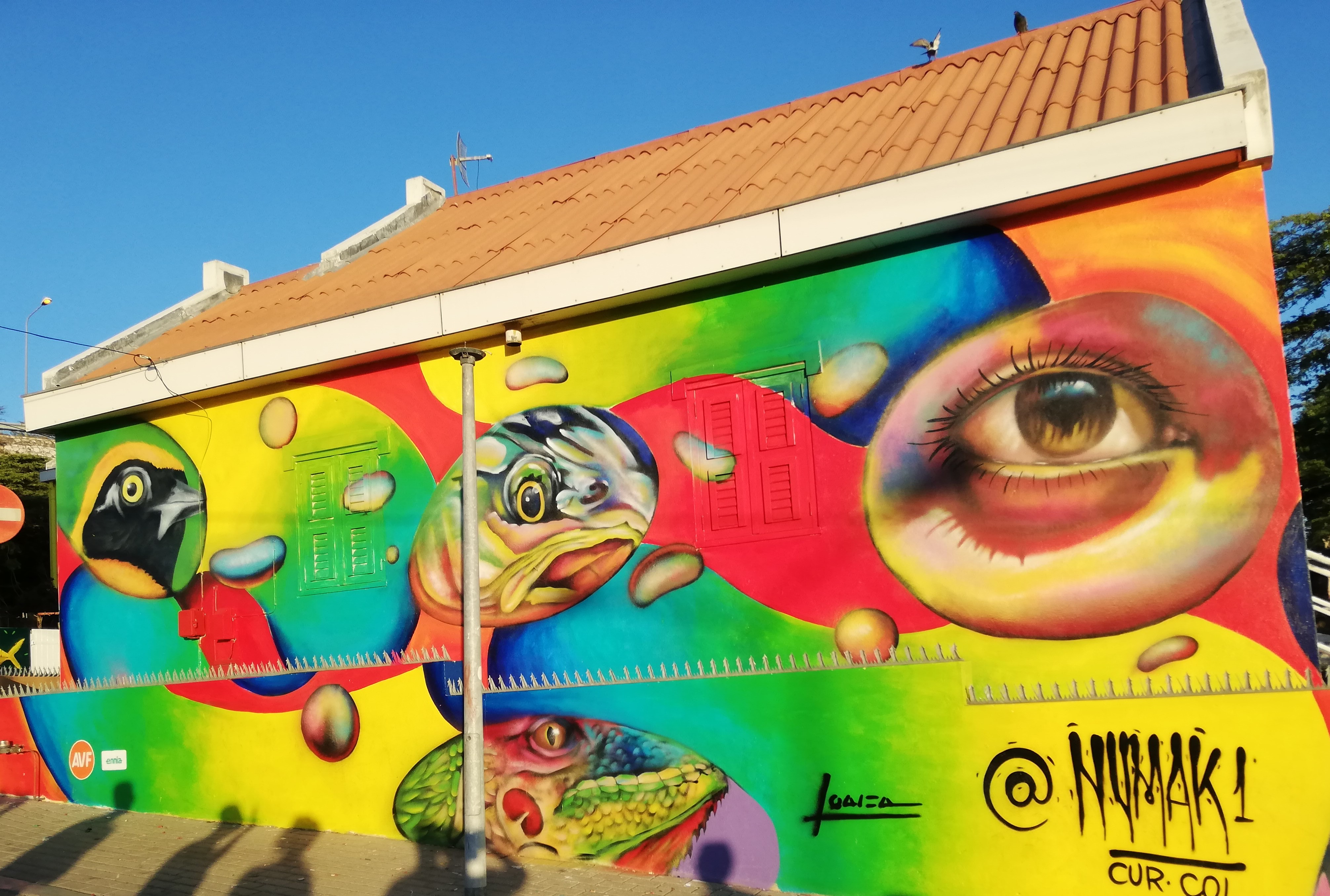
Otrabanda
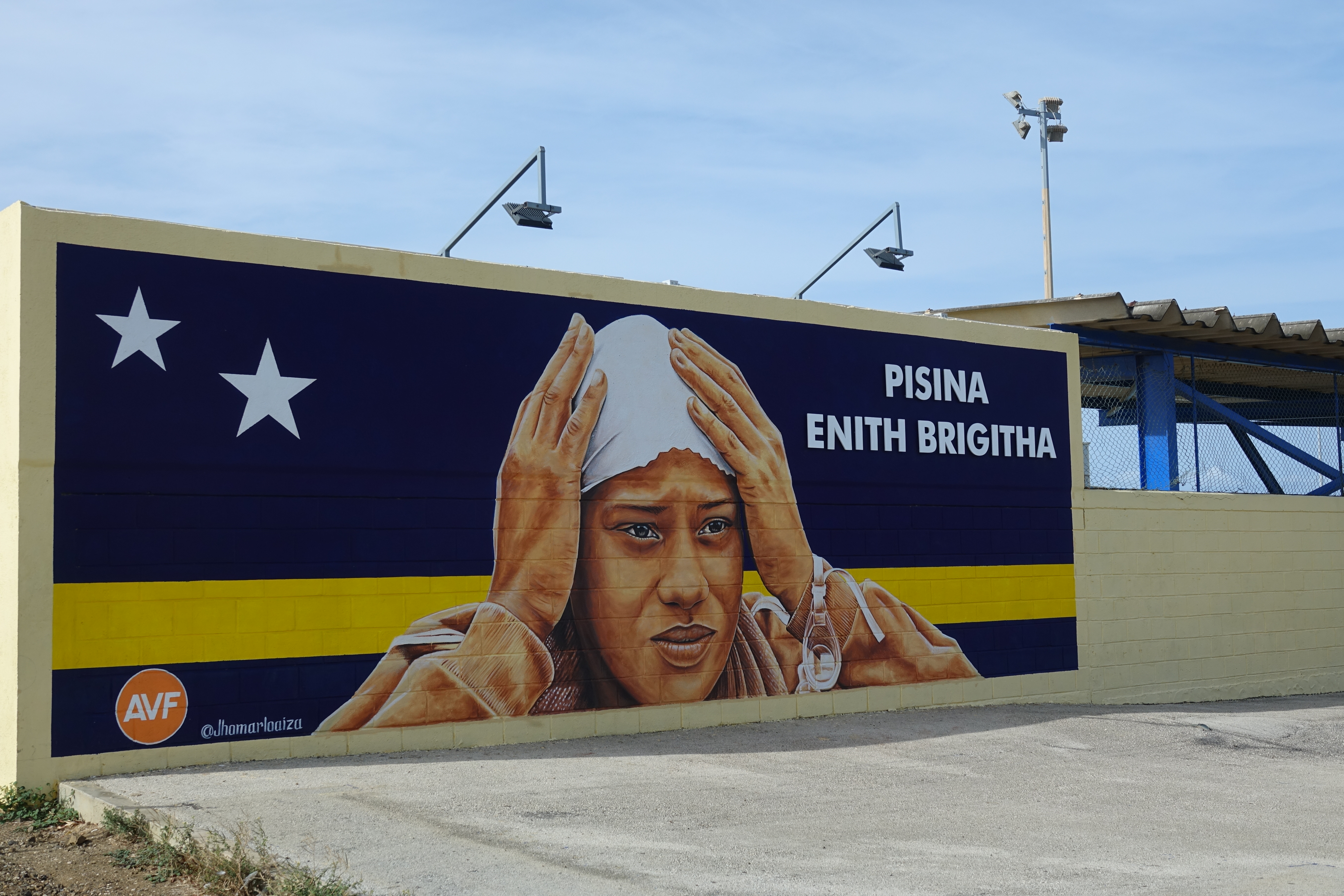
Portret van Enith Brigitha, SDK
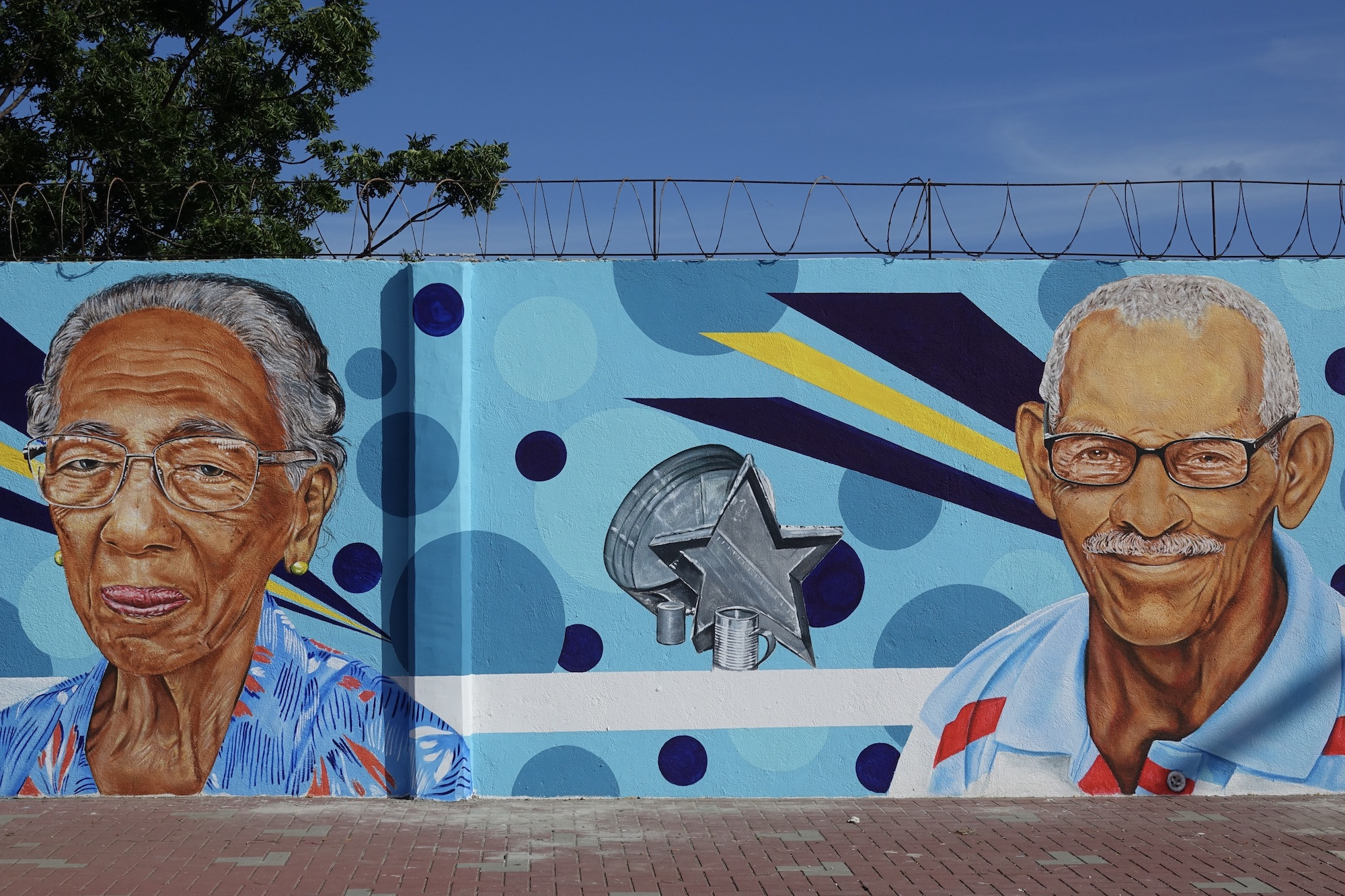
Pedro Odulio Willems Stadion in Suffisant
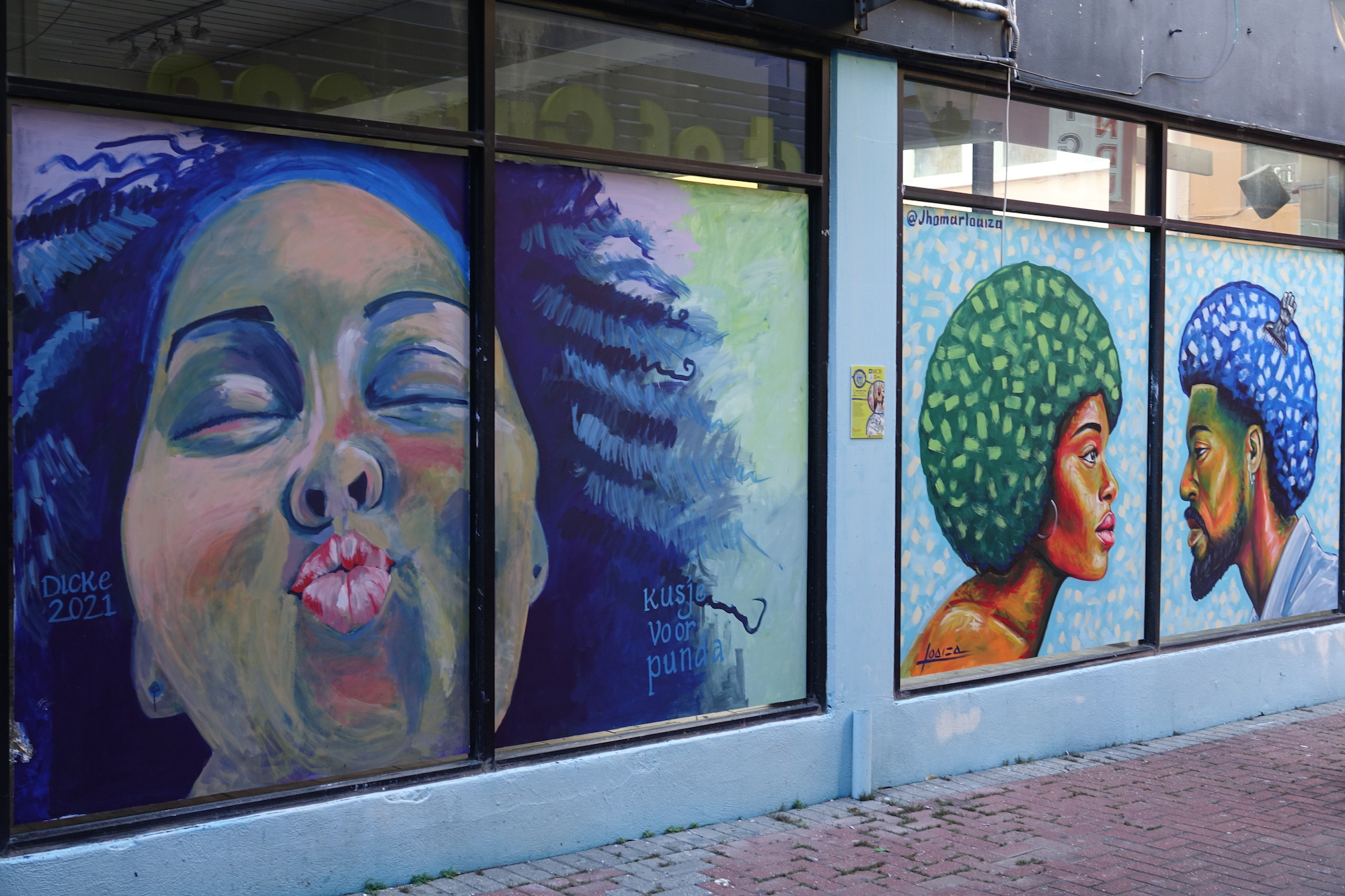
Punda window art project, met Annemieke Dicke, 2021
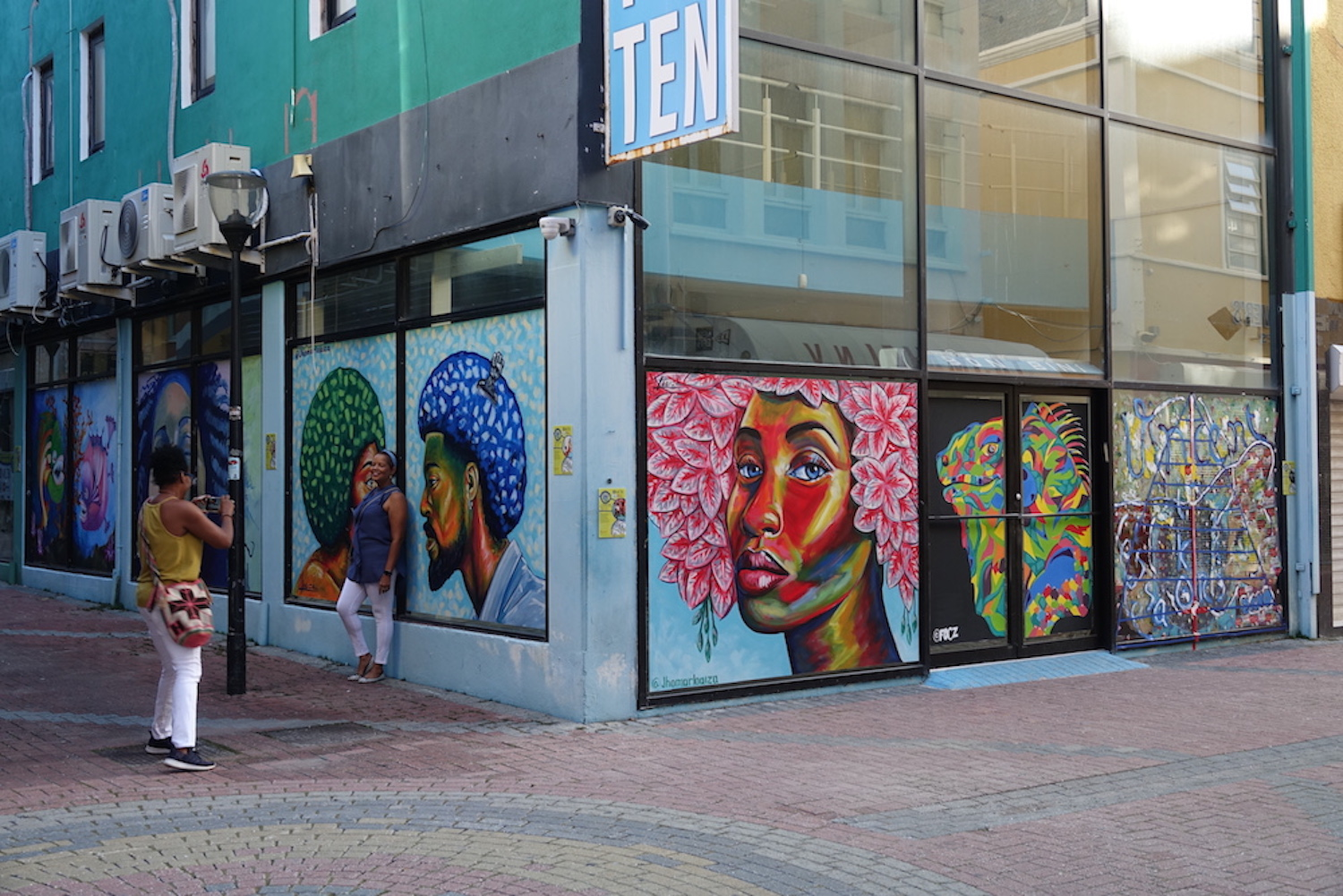
Punda window art project, met andere kunstenaars, 2021
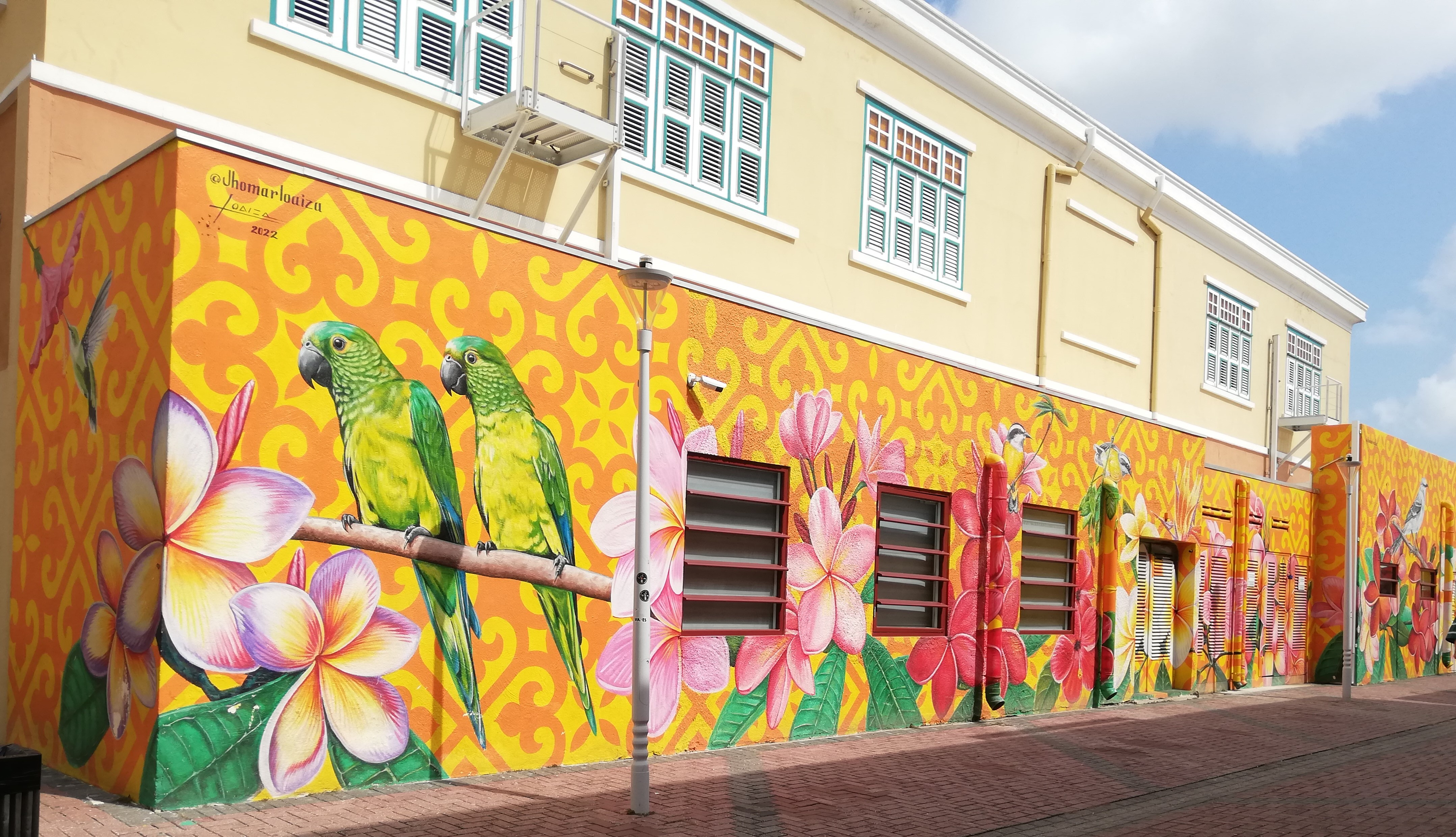
Zwartesteeg, 2022
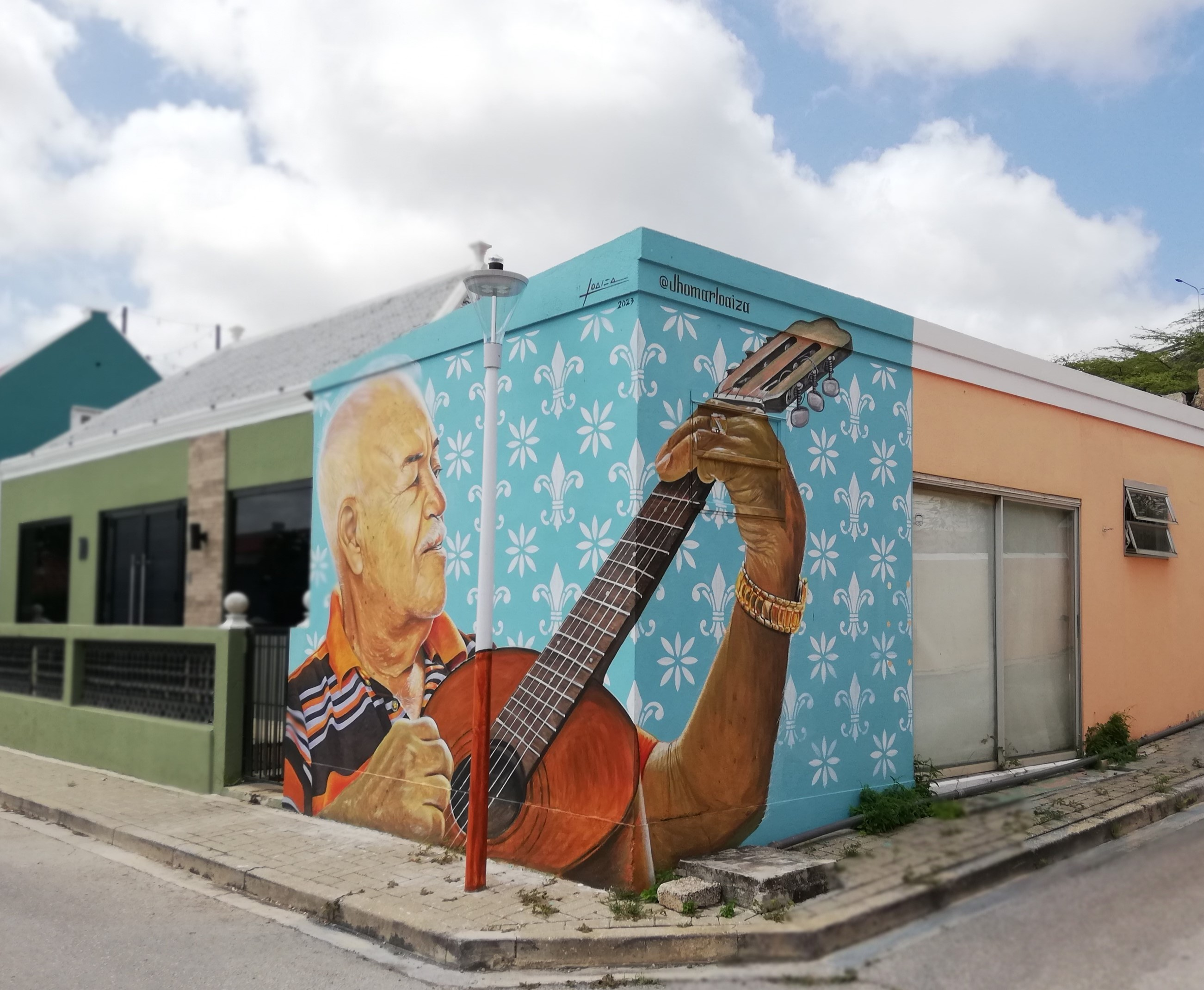
Otrabanda